# 腾南特 (艾奥瓦州)
騰南特（英語：Tennant）是一個位於美國愛荷華州謝爾比縣的城市。

## 地理
騰南特的座標為41°35′39″N 95°26′31″W / 41.59417°N 95.44194°W，而該地的平均海拔高度為421米（即1381英尺）。

## 人口
根據2010年美國人口普查的數據，騰南特的面積為1.84平方千米，當中陸地面積為1.84平方千米，而水域面積為0.00平方千米。當地共有人口68人，而人口密度為每平方千米36人。